# Bairro das Águas
Bairro das Águas é um bairro do município brasileiro de Ipatinga, no interior do estado de Minas Gerais. Localiza-se no distrito-sede, estando situado na Regional I. Segundo o censo demográfico de 2022, realizado pelo Instituto Brasileiro de Geografia e Estatística (IBGE), sua população era de 622 habitantes e havia 211 domicílios particulares permanentes ocupados. Possui área de 0,5 km² conforme a prefeitura.
De acordo com o IBGE, em 2010 a população era de 718 habitantes e havia 207 domicílios particulares.

## História e descrição
Foi um dos bairros projetados pela Usiminas destinados aos seus trabalhadores e seu nome reverencia a estação de tratamento de água potável da empresa, que é vizinha da localidade. Embora não tenha sido construído como parte da Vila Operária original, foi implantado para sua expansão, devido ao aumento da demanda por moradias, na década de 1970.
Foi executado em uma área de morro na margem do rio Piracicaba, com ruas largas e algumas praças públicas. Neste bairro está localizado o Hospital Márcio Cunha, que também foi construído pela Usiminas. O centro de saúde posteriormente se tornou um dos principais hospitais do leste de Minas Gerais. O bairro das Águas se encontra entre as avenidas Kiyoshi Tsunawaki, onde se localiza o Hospital Márcio Cunha, e Usiminas.
A verticalização do bairro das Águas é restringida devido aos possíveis impactos ambientais no entorno. As ruas no interior do bairro levam nomes de datas, como por exemplo 19 de Abril, 22 de Abril, 13 de Maio, 15 de Outubro e Oito de Novembro. Outros pontos de referência da localidade são as praças das Árvores (Praça Central), Professor Acyr Fernandes Rocha e Osvaldo Frade (antiga Praça da Amizade).

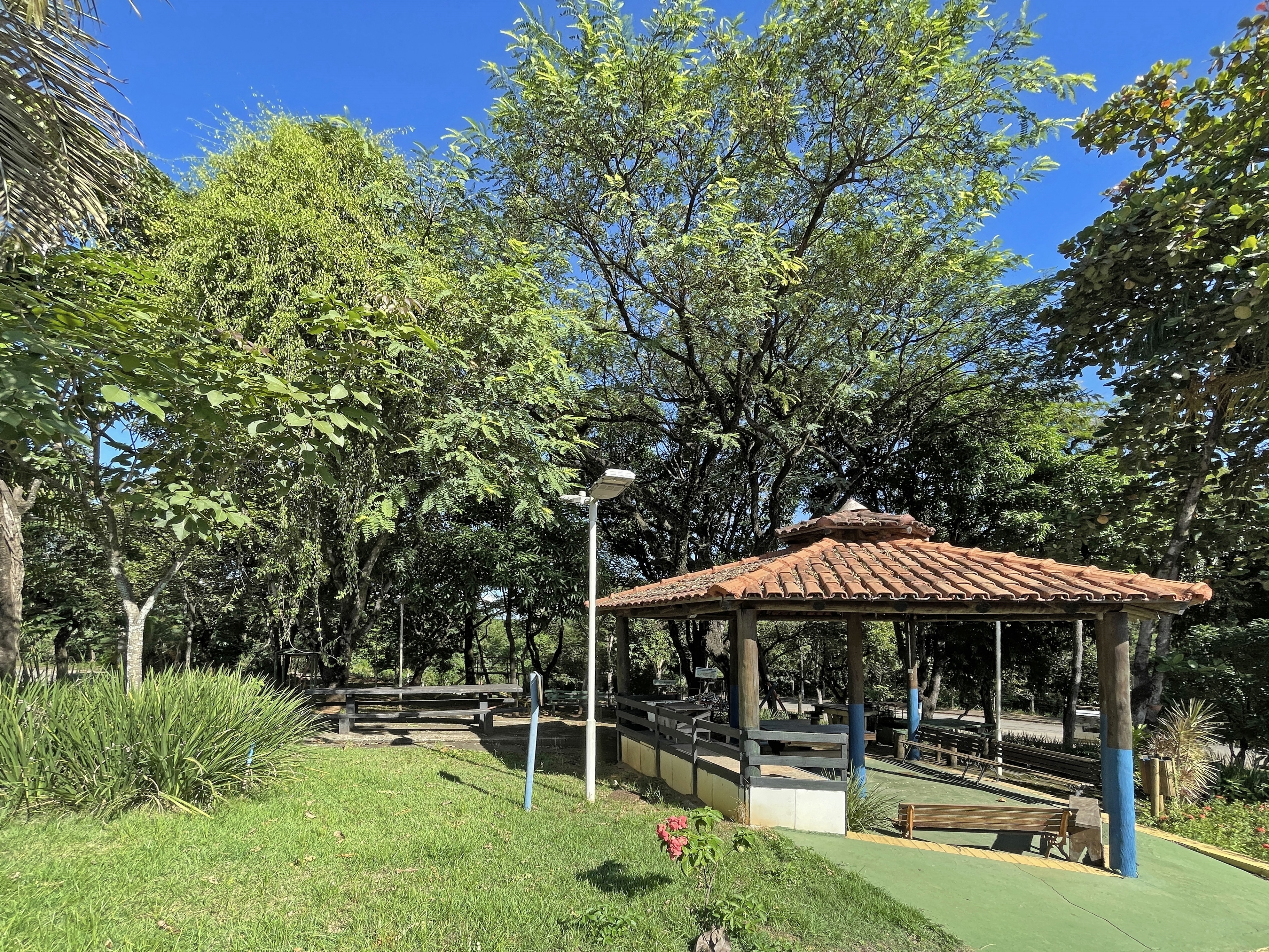
Praça Osvaldo Frade (antiga Praça da Amizade)
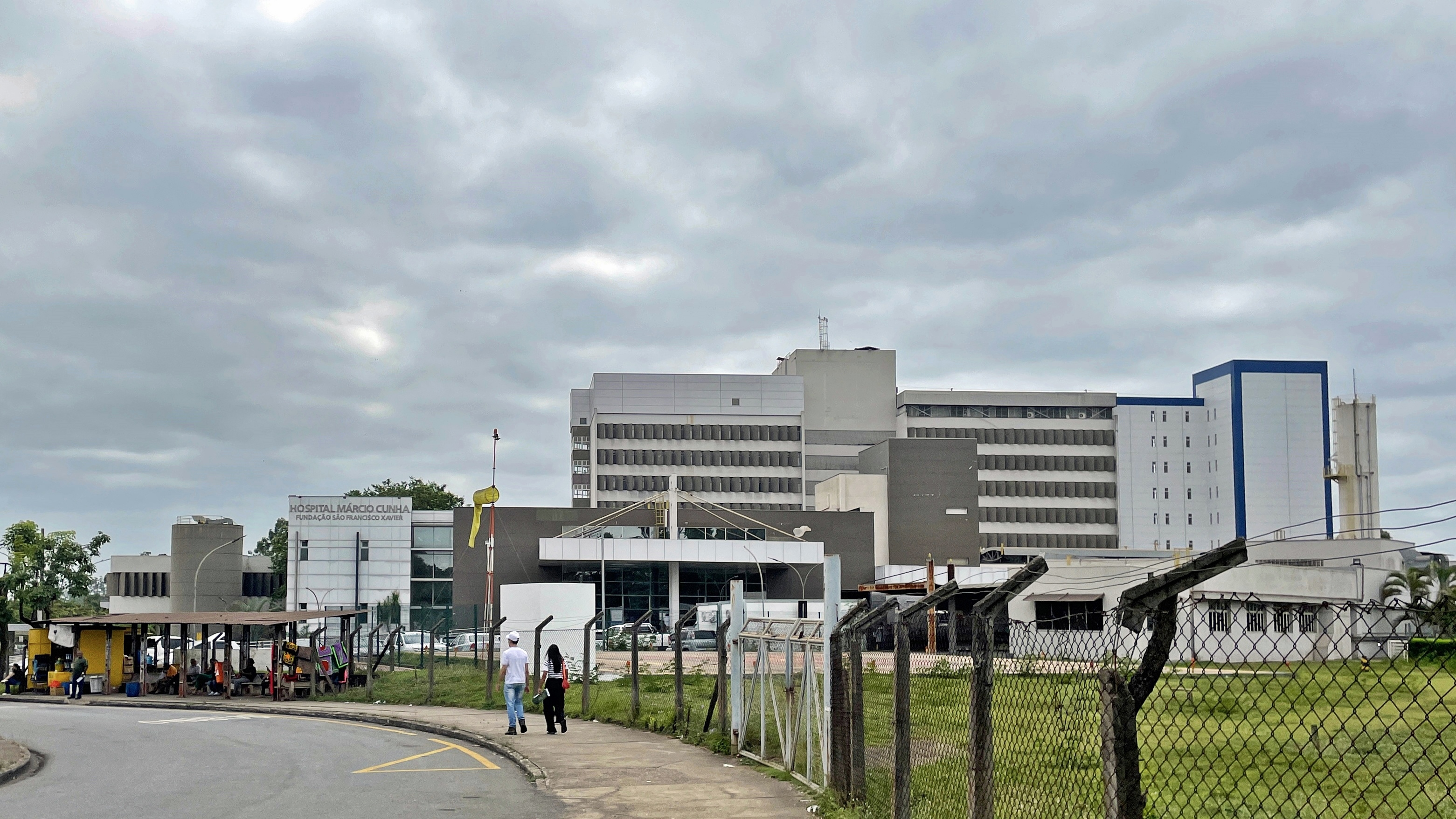
A unidade 1 do Hospital Márcio Cunha está localizada no bairro das Águas
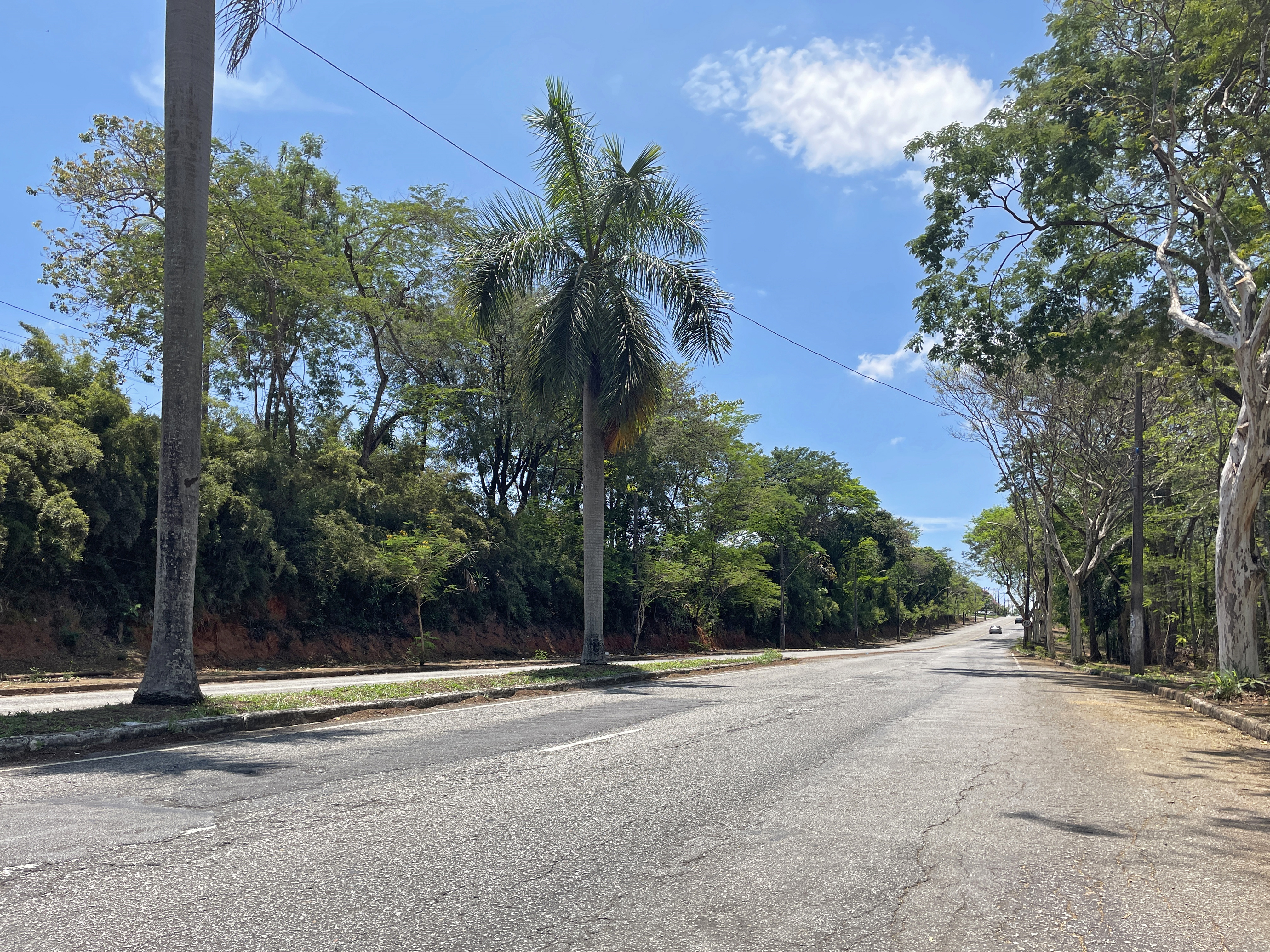
Avenida Usiminas no bairro das Águas